# Assassin's Creed: Openbaring
Assassin's Creed: Openbaring is een Amerikaans thrillerroman geschreven door Oliver Bowden gebaseerd op het computerspel Assassin's Creed: Revelations. Het boek werd in het Nederlands vertaald door Kees van Weele en uitgegeven in oktober 2015. De roman is het vijfde deel van de boekenserie van Assassin's Creed, na Assassin's Creed: Renaissance, Assassin's Creed: Broederschap, Assassin's Creed: Black flag en Assassin's Creed: De duistere kruistocht.

## Verhaal
Openbaring volgt het verhaal van Ezio Auditore terwijl hij op zoek gaat naar de waarheid over de Orde der Assassijnen en "zij die hier eerder waren". De hieruit voortvloeiende reis leidt hem naar Constantinopel, waar een groeiend leger van Byzantijnse Tempeliers de regio bedreigt.